# Designio Occidental

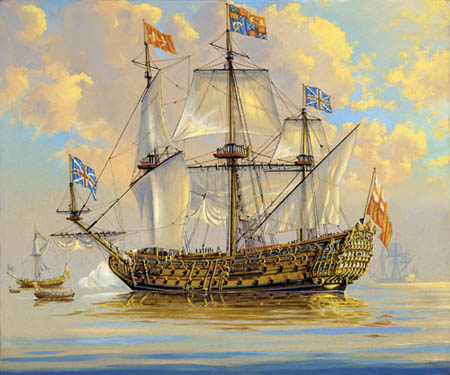
Barco británico en un dibujo de James A. Flood de 1660.

El Designio Occidental (Western Design, en inglés) fue un plan de Oliver Cromwell por el cual pretendía quitar a España el imperio que había construido en América, las llamadas Indias Occidentales, para poder apropiarse de sus grandes riquezas y así poder luchar por la causa del protestantismo en el mundo frente al catolicismo, representado en gran medida por la Corona española. Este plan desencadenaría la guerra anglo-española (1655-1660).

## Antecedentes
Desde 1492 Inglaterra había visto cómo España y Portugal se hacían con el control del Nuevo Mundo, mientras el Reino Unido se limitaba a controlar Gran Bretaña e Irlanda. Si bien Inglaterra logró tomar el control de territorios en América como la Costa Este de Norteamérica y algunas islas dispersas del continente, en el siglo XVII el Imperio español abarcaba la Costa Oeste de América, Centroamérica, El Caribe, Sudamérica y plazas en Asia como las Filipinas. 
Inglaterra había tomado la isla de Providencia pero un exitoso ataque español en 1643 logra recuperarla, lo que trunca las intenciones británicas de utilizar esa isla como base para futuras operaciones para tomar más posiciones en el Caribe.
En una carta de Cromwell al mayor general Fontescue del 30 de mayo de 1655 se dirá:

[...] Pensamos, y de esto se habla mucho entre nosotros, en luchar contra los españoles por el dominio de esos mares y por tanto desearíamos de corazón que la isla Providencia estuviera otra vez en nuestras manos pensando que, gracias a su ventajosa situación respecto a Tierra Firme y especialmente para obstaculizar el comercio de Perú y Cartagena usted no sólo tendría la ventaja de saber de él y sorprenderlo, sino aún de bloquearlo.

En 1653 el rey de España era Felipe IV e Inglaterra estaba gobernada por Oliver Cromwell como Lord Protector.
Oliver Cromwell fue un parlamentario británico que llegó a comandante militar en los conflictos internos de la guerra civil inglesa. Fue el principal implicado en la decapitación pública de Carlos I de Inglaterra, a lo que siguió un periodo republicano desplazando el poder al Parlamento Británico y, a la postre, en Cromwell como dictador, con el título de Lord Protector de la Commonwealth de Inglaterra, Escocia e Irlanda desde 1653 a 1658, título que, tras su muerte, heredó su hijo Richard Cromwell, de 1658 a 1659.
España libró varias guerras con Inglaterra; la guerra anglo-española (1585-1604), que terminó con el Tratado de Londres, favorable a España, la guerra anglo-española (1655-1660) y la guerra del Asiento (1739-1748). España mantuvo su poderío naval y territorial tras esas tres guerras.
Cromwell, como nuevo dirigente del Estado, buscaba un nuevo enemigo exterior para obtener riquezas, expandir el protestantismo y unir a la nación contra un enemigo externo. Inglaterra tenía dos enemigos claros: Francia y España. Ambas naciones poseían grandes ejércitos, aunque mermados por luchas internas que recorrían ambos países, por lo que Inglaterra creyó que ejerciendo presión sobre alguna de ellas el poder de Inglaterra conseguiría dominarlas y, partiendo de la base de que ambas eran católicas, conseguirían despertar sentimiento de unidad en los anglicanos en una balanza internacional donde Inglaterra contase más.

## El Designio Occidental
Inglaterra se decidió por iniciar conflictos con España por motivos económicos debido a que la conquista del Nuevo Mundo podría traer grandes riquezas agrícolas, ganaderas, madereras y mineras. Además, luchar contra España posibilitaría que los combates sólo se libraran en Las Indias. De esta forma, el Western Design era un plan de asalto de varias colonias españolas en el nuevo mundo para organizar las bases locales y, a partir de ahí, ir atacando a las demás bases de la zona y conquistar esas tierras en nombre de Inglaterra. En dicho plan ayudaría considerablemente la leyenda negra española.
Una vez aprobado el proyecto para realizar el ataque se realizaron unas peticiones a España tales como la tolerancia religiosa de los ingleses residentes en el Imperio Español entre otras, cosa que el rey Felipe IV no aceptaría. Este Western Design sería la causa de la guerra anglo-española de 1655 a 1660.

### El intento de tomar Santo Domingo
En la Navidad de 1654 partieron de Portsmouth 18 navíos de guerra, 20 buques de carga y 3000 hombres con el objetivo de conquistar La Española.
El inicio efectivo del plan fue realizado el 23 de abril de 1655, cuando las tropas británicas, comandadas por William Penn y el general Robert Venables, se personaron en Santo Domingo, la capital de la isla de La Española, para asaltar la ciudad. En aquella expedición iba el futuro pirata Henry Morgan.
El ataque fracasó y la armada inglesa tuvo que replegarse para reorganizarse. Una vez reorganizada iniciaron un segundo ataque que fue aún más catastrófico que el primero y esto provocó la retirada inglesa. El ejército inglés reembarcaría y abandonaría la isla de Santo Domingo el 14 de mayo. El plan fallaba y los ingleses estaban desanimados. Muchos se planteaban que, quizás, aquello era una señal de Dios en su contra.

### Los ingleses toman Jamaica
Los ingleses, contando aún con una potente fuerza, decidieron probar suerte con un objetivo más asequible; la Jamaica española, mucho menos custodiada. Fue muy fácil conquistarla (1655) pero las enfermedades y las penurias que asolaron a la armada británica fueron devastadoras. Finalmente, España reconoció la soberanía británica sobre Jamaica en el Tratado de Madrid de 1670. Inglaterra no perdió el tiempo. Instauró en Jamaica un sistema esclavista que convirtió a la isla en una gran productora de azúcar y la aseguró como un paraíso pirata. Los piratas saqueaban los barcos y ciudades españolas y todo lo que perjudicara a España era bueno para el Reino Unido, porque le hacía ganar poder en la zona. La reacción española fue mínima, ya que consideraron que una isla del tamaño de una provincia no merecía una guerra con Inglaterra, cosa que finalmente sí tuvo lugar. Durante tres veces consecutivas, el pirata Henry Morgan sería nombrado gobernador interino de Jamaica.
Frente al Parlamento inglés Cromwell declararía:

El español no es, sin más, nuestro enemigo por mera casualidad, sino de forma providencial; así lo ha dispuesto Dios en su sabiduría.
Cromwell ante el Parlamento inglés. 1656.